# 狗咬狗 (2016年電影)
《狗咬狗》（英語：Dog Eat Dog）是一部2016年美國動作劇情片，由保羅·許瑞德執導並與馬修·懷爾德共同撰寫劇本。改編自愛德華·邦克的1995年同名小說。由尼可拉斯·凱吉、威廉·達佛、克里斯多夫·馬修·庫克和許瑞德主演。本片於2016年5月21日在第69屆坎城影展上首映並作為閉幕片。

## 劇情
故事敘述剛從獄中釋放的三名朋友，原本想過著全新的正常生活，但他們卻仍打算再做一件瘋狂大事來收尾，儘管此犯罪看似完美但也讓三人付出應有的代價......。

## 演員
| 演員                 | 角色                           |
| 尼可拉斯·凱吉        | 特洛伊（Troy）                       |
| 威廉·達佛            | 瘋狗（Mad Dog）                |
| 克里斯多夫·馬修·庫克 | 迪索（Diesel）                 |
| 保羅·許瑞德          | 希臘葛雷柯（Grecco The Greek） |
| 奧馬爾·多西          | 月人（Moon Man）               |
| 瑪莉莎·波洛尼亞      | 莉娜（Lina）                   |

## 製作
正式拍攝於2015年10月19日在俄亥俄州的克里夫蘭開拍。取景地也包括了謝菲爾德湖。電影於2015年11月23日宣布殺青。

## 外部連結
- 互联网电影数据库（IMDb）上《狗咬狗》的资料（英文）
- 爛番茄上《狗咬狗》的資料（英文）
- Metacritic上《狗咬狗》的資料（英文）